# Cima Canali
Die Cima Canali (2897 m s.l.m.) ist ein Berg in den Dolomiten. Sie ist einer der schönsten und eindrucksvollsten Berggestalten nicht nur der Pala-Gruppe, sondern der gesamten Dolomiten. Mit ihrer mächtigen Westwand
und den markanten Pfeilern beherrscht sie das obere Val Pradidali. Auf die Cima Canali führen sehr schöne und teilweise schwierige Kletteranstiege.

## Anstiege
Südgrat
- Schwierigkeit: III
- Zeitaufwand: 3 Stunden
- Erstersteiger: C. C. Tucker und M. Bettega, 1879
- Bemerkung: Route der Erstbegeher, Normalweg

Nordwand
- Schwierigkeit: III
- Zeitaufwand: 3 Stunden
- Erstersteiger: W. L. Brodie mit G. Zecchini, 1894
- Bemerkung: Zusammen mit dem Südgrat eine hervorragend schöne Überschreitung

Westwand
- Schwierigkeit: IV-V
- Zeitaufwand: 4 Stunden
- Erstersteiger: F. Simon und F. Wiessner, 1927

Westwand (Buhl-Riss)
- Schwierigkeit: V+
- Zeitaufwand: 6 Stunden
- Erstersteiger: H. Buhl und H. Herweg, 1950
- Bemerkung: Hervorragend schöne Klettertour, oft begangen